# Alta Andalusia

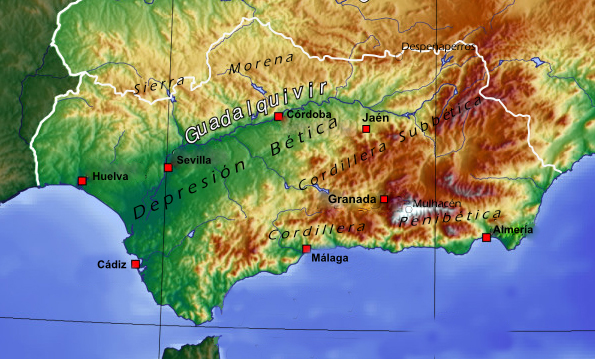
Mapa físic d'Andalusia, on poden apreciar-se l'Alta i la Baixa Andalusia, així com Serra Bruna.

Es coneix com a Alta Andalusia o Andalusia l'Alta, a la unitat fisiogràfica que comprèn el territori muntanyenc de la comunitat autònoma d'Andalusia, a la Hispània. Aquest terme s'usa en contraposició a la locució Baixa Andalusia o Andalusia la Baixa, referida a les terres baixes de la vall del Guadalquivir. Ambdues denominacions individualitzen les dues Andalusies.
Es tracta d'una denominació no oficial usada almenys des de principis del segle xvii, però que mai ha tingut efectes jurisdiccionals. No obstant això és freqüent el seu ús en registres artístics, cultes i humanístics, encara que preval la distinció entre Andalusia Oriental i Occidental a efectes administratius i col·loquials. L'adjectiu que defineix el pertanyent o relatiu a l'Alta Andalusia és alt andalús o altandalús que, no obstant això, no figura arreplegat en diccionaris.
L'Alta Andalusia està composta pels territoris de la Serralada Subbètica, del Solc Intrabètic, la Serralada Penibètica i part dels Sistemes Prebètics. Serra Bruna, a pesar de la seua major altitud respecte a la Depressió Bètica, no sol incloure's en l'Alta Andalusia, perquè sol considerar-se un territori diferenciat amb entitat pròpia. Algunes de les comarques que pertanyen a l'Alta Andalusia són les Alpujarras, la Vall de Lecrín, la Comarca d'Alhama, la Vega de Granada, Serra Mágina, la Serra Sud de Jaén, La Subbètica, la Serra de Cadis i la Regió muntanyenca de Ronda.
Amb freqüència s'identifica grosso modo l'Alta Andalusia amb els antics territoris del Regne de Granada i del Regne de Jaén, encara que no siga del tot exacte perquè açò exclouria algunes comarques de les serralades Subbètica i Penibètica, però si en certa manera bastant representatiu del territori que abasta l'Alta Andalusia.